# Йорт, Педер
Пе́дер Йорт (дат. Peder Hjort; 19 июля 1793 — 11 ноября 1871) — датский критик, сын поэта и священника Виктора Христиана Йорта.

## Описание
Был лектором немецкого языка и литературы в Академии в Сорё. Начиная с 1847 года, выпустил ряд политических сочинений по шлезвиг-гольштейнскому вопросу (см. также: Датско-прусская война (1848—1850)), в которых защищал интересы датской короны, а также несколько томов своей переписки. В своих «Digteren Ingemann og hans Voerker» (1815) и «Tolv Paragrapher om Jens Vaggesen» (1816) Йорт выступил в защиту романтизма.
После смерти его жены, 5 мая 1849 года, он переехал в Копенгаген в 1850 году и жил там  до своей смерти, 11 ноября 1871 года.